# Distrikt Aczo
Der Distrikt Aczo liegt in der Provinz Antonio Raymondi in der Region Ancash in West-Peru. Der Distrikt wurde am 2. Februar 1956 gegründet. Er besitzt eine Fläche von 66,1 km². Beim Zensus 2017 wurden 2014 Einwohner gezählt. Im Jahr 1993 lag die Einwohnerzahl bei 2877, im Jahr 2007 bei 2378. Die Distriktverwaltung befindet sich in der 2661 m hoch gelegenen Ortschaft Aczo mit 435 Einwohnern (Stand 2017). Aczo befindet sich 6,5 km südsüdöstlich der Provinzhauptstadt Llamellín.

## Geographische Lage
Der Distrikt Aczo liegt im äußersten Südosten der Provinz Antonio Raymondi. Der Distrikt erstreckt sich entlang dem Westufer des nach Norden strömenden Río Puchca, linker Nebenfluss des Río Marañón.
Der Distrikt Aczo grenzt im Westen an den Distrikt San Juan de Rontoy, im Norden an den Distrikt Chingas, im Osten an die Distrikte Uco, Anra, Huacachi und Pontó sowie im Süden an den Distrikt Cajay (die fünf zuletzt genannten Distrikte gehören zur Provinz Huari). 